# Thomas Gainsborough
Thomas Gainsborough (Suffolk, 14 de Maio de 1727 - Londres, 2 de Agosto de 1788) foi um dos mais célebres artistas do Arcadismo e do Rococó inglês.

## Vida
Gainsborough estudou em França no atelier de Hubert François Gravelot e no estúdio de um pintor em voga na Corte de nome Francis Hayman. Cedo tomou contacto com a pintura da Europa Central pela qual se apaixonou de imediato. Deu especial atenção à pintura popular alemã do século XVII e aos ícones russos.
Decidido a tornar um pintor influente entra a corte inglesa, translada-se, em 1759, para Bath, uma cidade preferida cada vez mais pelos cortesãos e altos burgueses. Prontamente tornou-se um pintor de preferência entre a nobreza e a emergente burguesia, passando até o seu rival de longa data Joshua Reynolds.
Gainsborough conheceu o sucesso devido aos seus retratos. Contudo, na sua obra também é frequente encontrar paisagens. Também é conhecido como um dos mais célebres fundadores da Real Academia, onde exibiu muitas obras de 1769 até 1772.
Já a morar em Londres, Thomas recebeu várias comendas da aristocracia, que quase o «santificava». Nas suas pinturas, até o mais pobre padeiro, se assemelhava a uma figura divina, perante a qual nos temos que curvar. Gainsborough concedia, aos seus modelos, uma altivez e sobriedade curiosas e particular carácter, geralmente forte.
Geralmente - e em consequência dos anos que passou em Bath - é na sua obra frequente encontrar o estilo de Anthony van Dyck, que era igualmente um pintor de excelência entre a aristocracia inglesa e flamenga. Talvez por isso, muitos dos patronos de Gainsborough o tenham escolhido como seu retratista.
A sua paleta de cores pouco variou ao longo da sua trajetória. Nela estavam bem compactos os tons leves e mais brilhantes subjugados a fluidas cores escuras, como o castanho. Entre suas obras mais importantes estão "Retrato de Mrs. Philip Thickness" e "O menino azul".
O túmulo de Gainsborough é em o cemitério da igreja de Kew, ao lado do sul.
Foi citado no livro Cartas  Théo por Van Gogh na página 169